# بولس البسيط
كان القديس بولس البسيط (الأنبا بولا البسيط) المصري ناسكاً وتلميذاً للقديس أنطونيوس الكبير .  وقد كتب عنه القديس يوحنا رئيس دير سيناء: "كان بولس البسيط مثالًا واضحًا لنا، فهو القاعدة والرمز للبساطة المباركة". 
على الرغم من معاصريه، لا ينبغي الخلط بينه وبين القديس بولس الطيب (الأنبا بولا) ، الذي يعتبر الناسك الأول. تم العثور على قصة حياته في كل من
(Palladius of Helenopolis De Vitis Patrum 8,28)
(Tyrannius Rufinus Historia Eremitica 31).

## حياته
كان بولس مزارعًا، اكتشف وهو في الستين من عمره أن زوجته الجميلة كانت على علاقة غرامية مع رجل أخر، فتركها ليصبح ناسكًا. وعندما اقترب بولس من القديس أنطونيوس الكبير أشار إلى رغبته في أن يصبح راهباً. رد انطونيوس بالقول إنه سيكون من المستحيل تمامًا لرجل يبلغ من العمر ستين عامًا أن يتبنى أسلوب حياة شاق كهذا. وبدلاً من ذلك شجع أنطونيوس، بولس على أن يكون قنوعاً بالحياة كونه عاملاً شاكراً وتقياً. لم يكن بولس راضيًا عن هذه الإجابة وأجاب بالتماس إرادته للتعلم. قال أنطونيوس إنه إذا أراد أن يصبح راهباً فعليه أن يذهب إلى إحدى الاديرة ليسلك مع الاخوة بما يناسب شيخوخته. وبهذا أغلق القديس أنطونيوس الباب، وبقي بولس خارجاً.
وفي اليوم الرابع قام القديس أنطونيوس، خوفاً من موت بولس، أخذه. فجعله يعمل في نسج حبل من جريد النخل، ومن ثم يجعله يتراجع عن ما كان قد فعله، فيجعله ينسج الحبل مرة أخرى.
في تلك الليلة، على العشاء، أخذ القديس أنطونيوس كسرة خبز وأعطى لبولس. عندما أكل كل منهم كسرة خبز واحدة، طلب أنطونيوس من بولس أن يأكل قطعة أخرى. قال بولس: "إذا كان لديك واحدة أخرى، فسأفعل، ولكن ليس إذا لم يكن لديك." فقال أنطونيوس: "لقد كان لدي ما يكفي لشخصٍ راهبٍ". فأجاب بولس: "إذاً فواحدة تكفيني لأني أريد أن أكون راهباً". 
وواصل القديس أنطونيوس اختبار احتمال بولس وتواضعه من خلال العمل الشاق والصوم الشديد والسهرات والترنم المستمر بالمزامير والسجود. أنطونيوس، الذي أعجب بتفاني بولس، سمح لبولس بغُرفةٍ منفصلة على بعد أميال من غُرفته. 

## معجزاته
قد قيل إن بولس البسيط إمتلك مواهب عدة وهبها له اللّٰه مثل موهبة إخراج الشياطين وموهبة معرفة الاسرار.
فقد سُجل أن أنطونيوس مر بشاب ممسوسٍ قائلاً: "لا أستطيع مساعدة الصبي، لأني لم أتلقى سلطاناً على رئيس الشياطين. لكن بولس البسيط لديه هذه الهِبةُ". 
وفي إحدى المرات إذ نزل بولس البسيط إلى إحدى الأديرة على ضفاف النيل رأى الرهبان يدخلون الكنيسة، ووجوههم منيرة وتصحبهم ملائكتهم الحارسة لهم، لكنه شاهد بينهم راهباً كان يحمل صورة بشعة على وجهه، وكان ملاكه الحارس يتبعه من بعيد في حزنٍ شديد بينما كانت مجموعة من الشياطين تسحبه كما بسلسلة. إذ رأى القديس بولس البسيط هذا المنظر صار يبكي بمرارة، وكان يجلس عند باب الكنيسة يقرع صدره، فخشي كل راهب أن يكون هذا القديس يبكي على خطيئة نفسه إذ كان الكل يعلم أنه يرى أفكارهم. وعند انتهاء القداس الإلهي رأى القديس الراهب قد تغير تمامًا، فقد صار وجهه منيرًا وملاكه يصحبه متهللًا بينما الشياطين تبتعد عنه، فتهلل القديس جدًا وأخبر الرهبان بما رآه. فتقدم الراهب واعترف علانية انه عاش في الزنا زمانًا طويلًا، وفي القداس الإلهي سمع كلمات الله على لسان نبي الله إشعياء عن الحياة المقدسة في (سفر إشعياء 1: 16-19) فقدم توبة صادقة، وحسب ما سمعه موجهًا إليه شخصيًا، فمجد الكل الله على غنى محبته ورحمته بالخطاة.
وفي قصة القديسة تاييس التائبة رأى القديس بولس البسيط رؤية كأن كرسيًا مجيدًا لم يجلس عليه أحد بين كراسي القديسين، أمامه ثلاثة ملائكة يمسك كل منهم سراجًا وإكليلًا بهيًا ينزل عليه. إذ رأى القديس بولس ذلك قال: «هذا العرش لتاييس».

## أنظر أيضا
- الأنبا بولا
- رهبانية مسيحية
- مارمينا